# Iowai Egyetem
Az Iowai Egyetem állami fenntartású kutatóegyetem és oktatási intézmény az Amerikai Egyesült Államokban, az Iowa állambeli Iowa Cityben. 1847-ben alapították, a legöregebb és a második legnagyobb egyetem Iowa államban.

## Tagság
Az egyetem az alábbi szervezeteknek a tagja:
- Amerikai Oktatási Tanács
- arXiv
- Association of American Universities
- Kutatókönyvtárak Szövetsége
- Consortium of Social Science Associations
- DataCite
- Digitális Könyvtárak Szövetsége
- ORCID
- Nemzeti Bölcsészettudományi Szövetség
- Open Education Network
- Higher Education Leadership Initiative for Open Scholarship
- Információhálózati Koalíció
- Association of Public and Land-grant Universities
- Kutatókönyvtárak Központja
- Scholarly Publishing and Academic Resources Coalition
- Council on Governmental Relations

## Leányszervezetek
Az egyetem alá az alábbi szervezetek tartoznak:
- Center for Global and Regional Environmental Research, University of Iowa
- Heartland Center for Occupational Safety and Health
- Center for Computer-Aided Design

## Ingatlanok és szervezetek
Az egyetem alá az alábbi ingatlanoknak és szervezeteknek a tulajdonosa:
- Kinnick Stadium
- Carver–Hawkeye Arena
- Iowa Field House
- Iowa Field
- Iowa Memorial Union
- KSUI
- WSUI
- Shakeosphere
- Voxman Music Building

## Híres diákok
- Al Jarreau (1940–2017) énekes-dalszerző, dzsesszzenész, szociális munkás, ütőhangszeres
- Albert Bandura (1925–2021) pszichológus, egyetemi oktató, pedagógus
- Ashton Kutcher (1978–) televíziós színész, filmszínész, pénzember, humorista, modell, vendéglős, televíziós producer, filmproducer
- Big E Langston (1986–) profi pankrátor, amerikaifutball-játékos, erőemelő
- Bowen Stassforth (1926–2019) úszó
- Brandon Routh (1979–) színész, labdarúgó, filmszínész, televíziós színész, modell, filmproducer
- Chuck Grassley (1933–) politikus, egyetemi oktató, gazda, törvényhozó
- Clair Cameron Patterson (1922–1995) geokémikus, kémikus, geológus
- Clarence D. Clark (1851–1930) politikus, jogász
- Cloé Lacasse (1993–) labdarúgó
- Conor Dwyer (1989–) úszó
- D. B. Weiss (1971–) forgatókönyvíró, író, szerző, regényíró, televíziós rendező, showrunner, televíziós producer, filmrendező
- David Sanborn (1945–2024) dzsesszzenész, szaxofonos, zeneszerző, előadóművész
- Denis Johnson (1949–2017) költő, regényíró, író, sci-fi író, forgatókönyvíró, filmszínész, novellaíró, drámaíró, , esszéíró, színész, zenész
- Diablo Cody (1978–) forgatókönyvíró, filmproducer, filmrendező, táncművész, író, blogger, újságíró, vezető producer, televíziós producer
- Dick Clark (1928–2023) egyetemi oktató
- Edward Joseph McManus (1920–2017) katonatiszt, jogász, bíró, politikus
- F. L. Wallace (1915–2004) regényíród, sci-fi író
- Flannery O’Connor (1925–1964) író,  regényíró, esszéíró
- Gene Wilder (1933–2016) színész, filmrendező, komikus, televíziós színész, filmproducer, színházi színész, naplóíró, forgatókönyvíró, író, rendező
- Glenn Terrell (1920–2013) egyetemi tanár
- Harold Hughes (1922–1996) politikus
- Jake Johnson (1978–) színész,  televíziós színész, filmszínész, szinkronszínész, forgatókönyvíró, filmrendező
- James Hansen (1941–) fizikus, egyetemi oktató, asztrofizikus, környezetvédő, klimatológus
- James Van Allen (1914–2006) fizikus, csillagász, magfizikus, egyetemi oktató professzor, földtudós
- Jean Seberg (1938–1979) filmszínész, színész
- Joe Haldeman (1943–) sci-fi író, regényíró, forgatókönyvíró, író, újságíró
- John Irving (1942–) regényíró, forgatókönyvíró, író
- Joni Ernst (1970–) politikus
- Keegan Murray (2000–) kosárlabdázó
- Lee Paul Sieg (1879–1963) a Washingtoni Egyetem egykori rektora
- Leon Festinger (1919–1989) pszichológus, egyetemi oktató
- Margaret Walker(1915–1998) regényíró költő egyetemi oktató író
- Marilynne Robinson (1943–) író, regényíró, esszéíró, sci-fi író
- Michael Cunningham (1952–) író, regényíró, egyetemi oktató, költő, filmforgatókönyvíró
- Mike Reilly (1942–2019) amerikaifutball-játékos
- Nicholas Meyer (1945–) filmrendező, forgatókönyvíró, filmproducer, író,  regényíró, rendező, színész
- Norm Coleman (1949–) jogász
- Oravecz Imre (1943–) költő, műfordító
- Robley Wilson (1930–2018) költő
- Steven Erikson (1959–) antropológus, író, régész
- Tennessee Williams (1911–1983) drámaíró,  regényíró, forgatókönyvíró, költő, író
- Terry O’Quinn (1952–) televíziós színész, színész, filmszínész, gitáros, énekes
- Thomas E. Martin (1893–1971) jogász, könyvelő, tanár, ügyvéd, elemző
- Thomas Patrick Gilman (1994–) birkózó
- Tom Arnold (1959–) forgatókönyvíró, televíziós színész, filmszínés, szinkronszínész, filmproducer, színész
- Tom Brokaw (1940–) újságíró, hírbemondó, író, publicista
- Tony Hoagland (1953–2018) író